# Most wciągany

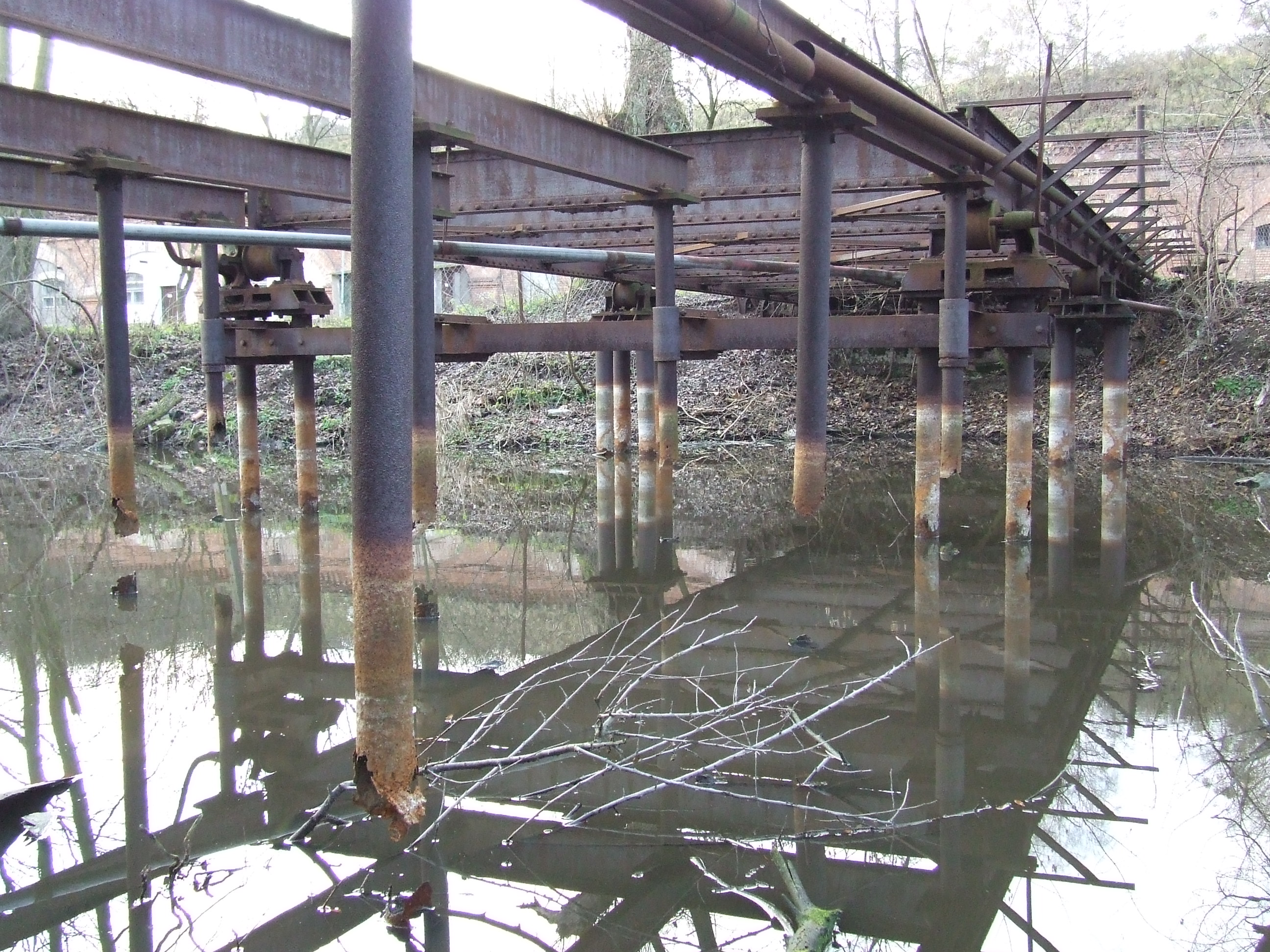
Most wciągany nad fosą Fortu Radiowo

Most wciągany – typ mostu ruchomego, który przenosi segment drogi ponad rzeką.
Gondola jest przymocowana linami do ruchomych części wysoko umieszczonej stalowej ramy, napęd na górze wprawia w ruch ruchome części, a te niosą gondolę poprzez liny.